# Deranged (švédská hudební skupina)
Deranged je švédská death metalová kapela založená roku 1991 ve švédském městě Hjärup.
První sestava byla: Per Gyllenbäck (vokály), Johan Axelsson (kytara), Jean-Paul Asenov (baskytara) a Rikard Wermén (bicí). Kapela je pojmenována podle kanadsko-amerického hororu Deranged z roku 1974, oblíbeného filmu Pera Gyllenbäcka a Rickarda Werména.
V roce 1992 vyšlo oficiálně demo ...the Confessions of a Necrophile (česky zpověď nekrofila). První studiové album se jmenuje Rated-X a vyšlo v roce 1995.

## Diskografie

### Dema
- ...the Confessions of a Necrophile (1991)

### Studiová alba
- Rated-X (1995)
- High on Blood (1998)
- III (2000)
- Deranged (2001)
- Plainfield Cemetery (2002)
- Obscenities in B-Flat (2006)
- The Redlight Murder Case (2008)
- Cut Carve Rip Serve (2011)
- Struck by a Murderous Siege (2016)

### EP
- ...the Confessions Continues (1993)
- Architects of Perversions (1994)
- Sculpture of the Dead (1996)
- Morgue Orgy (2013)

### Singly
- Upon the Medical Slab (1994)

### Split nahrávky
- Abscess / Deranged (2003) – společně s kapelou Abscess